# Giovanni Aurelio Augurelli
Giovanni Aurelio Augurello, o Augurelli o anche Agurelli (Rimini, 1456 – Treviso, 1524), è stato un umanista, poeta e alchimista italiano.

## Biografia
Nacque a Rimini intorno al 1456 da Giovanni Agorelli. Benché si conosca poco dei suoi primi anni di vita, si presume che abbia lasciato ancor giovane la città romagnola, vivendo tra Treviso e Venezia. Frequentò gli umanisti e i poeti del tempo, e il Poliziano lo nominò nei suoi Miscellanea.
È noto per i suoi rapporti con Bernardo Bembo, che incontrò a Firenze nel 1475 e che divenne il suo protettore. In quella circostanza Augurello scrisse una serie di componimenti in latino per la celebre giostra di Giuliano de' Medici, senza riuscire a conquistare la fiducia della nobile famiglia fiorentina.
Per Pietro Bembo egli corresse, insieme a Trifon Gabriele, le Prose della volgar lingua. Importanti i suoi versi volgari, di stampo petrarchista, mai andati in stampa, ma noti attraverso un esiguo numero di manoscritti, e un suo poema latino di argomento alchemico intitolato Chrysopoeia, del 1515, dedicato a Leone X e pubblicato a Venezia da Simone da Lovere. Il medesimo anno dedicò il libro dei Geronticon a Pietro Lippomano, futuro vescovo di Bergamo. Scrisse anche dei Carmina (1505). Tra le sue opere si ricordano i Iambici libri e i Sermonum libri.